# Yoshikawa Takuya
Takuya Yoshikawa (sinh ngày 1 tháng 9 năm 1988) là một cầu thủ bóng đá người Nhật Bản.

## Sự nghiệp câu lạc bộ
Takuya Yoshikawa đã từng chơi cho Kataller Toyama, Zweigen Kanazawa và Suzuka Unlimited FC.